# Karl Menning
Karl Menning (Tartu, 11 de maio de 1874 – Tartu, 5 de março de 1941) foi um crítico, diretor de teatro e diplomata estoniano. Foi o precursor do teatro na Estônia.

## Teatro
Karl Menning frequentou o renomado Alexander Gymnasium em Tartu. A partir de 1893 estudou na Universidade de Tartu, inicialmente história e línguas. Em 1902 ele passou em seus exames na faculdade teológica da universidade. Até 1904 trabalhou como professor assistente. Karl Menning, então, decidiu seguir uma carreira artística. De 1904 a 1906 estudou direção com Max Reinhardt em Berlim. Ele então retornou à Estônia.
Lá ele se tornou o primeiro diretor e diretor do recém-fundado Teatro Vanemuine em Tartu. Menning é considerado um dos fundadores do teatro profissional na Estônia e na Livônia. Ele trabalhou em estreita colaboração com os principais atores e escritores estonianos de seu tempo (por exemplo, August Kitzberg, Oskar Luts). Em 1914 ele deixou o teatro após fortes críticas de seu trabalho da cena artística estoniana. Até 1918 foi empregado em Tallinn como crítico de música e teatro para o jornal Päevaleht.

## Diplomacia
Com a independência da Estônia em 1918, Menning entrou na diplomacia. Em 1918 foi enviado em missões diplomáticas para Copenhague (1918/19) e Estocolmo (1919/20). Em 1920/21 foi representante da Estónia nos países escandinavos com o seu escritório em Estocolmo.
Em 1921 foi nomeado pelo governo estoniano como encarregado de negócios e cônsul-geral da Alemanha, Áustria, Hungria e Tchecoslováquia, baseado em Berlim. Ele sucedeu o escritor estoniano Eduard Vilde neste cargo. De 29 de agosto de 1923 a 1933, Menning foi enviado da República da Estônia à Alemanha e também encarregado de negócios ou enviado aos países acima mencionados, bem como à Suíça.
De 1933 a 1937, Menning foi enviado da Estônia à Letônia. Ele então retornou ao Ministério das Relações Exteriores da Estônia. Ele se aposentou na primavera de 1939 e morreu dois anos depois em Tartu. Em agosto de 2006, uma escultura do artista Mare Mikoff foi inaugurada em sua homenagem em frente ao Teatro Vanemuine em Tartu.